# Ararat Worship Collective
Az Ararat Worship Collective karizmatikus-keresztény irányzatú zenekar. A név jelentése: a biblia történetében szereplő özönvíz után a pusztulást túlélő emberek bárkája a történet szerint az Ararát-hegyen feneklett meg, a zenekar nevét ez az esemény ihlette.
A zenekarhoz elsősorban fiataloknak szánt, keresztény témájú zenék köthetőek.

## Tagok
- Pajor Ábrahám – ének, akusztikus gitár
- Katona Krisztián – ének, akusztikus gitár
- Bogdán Márta – ének
- Tóth Zsanett – ének
- Hajós Benjámin – szólógitár
- Balogh Viktor – szólógitár
- Schweigert Patrik – dob
- Szegedi Tamás – zongora, pad, billentyűk
- Horváth Viktor – basszusgitár